# Čeněk Holas
Čeněk Holas (též Vincenc Holas, 10. února 1855 Hostín u Milevska – 8. února 1939 Písek) byl český středoškolský profesor, básník a spisovatel, autor a sběratel lidových písní a tanců.

## Život
Narodil se v Hostíně nedaleko Milevska v jižních Čechách. Obecnou školu vychodil v nedalekém Kovářově, poté vystudoval reálné gymnázium v Písku a po absolvování základní vojenské služby nastoupil ke studiu na Filozofické fakultě Karlo-Ferdinandovy univerzity v Praze. Již v době studií publikoval první básnická díla, mj. v Almanachu české omladiny 1879. Stal se rovněž aktivním členem pražského Sokola.
V letech 1880 až 1912 působil jako učitel tělocviku na pražské měšťanské škole. Vedle toho byl činný jako literát a především sběratel lidových zvyků, zejména pak hudby a tance. V letech 1908 a 1909 bylo vydáno jeho vrcholné dílo, šestisvazková publikace České národní písně a tance. Ve folklorně-analytické činnosti pokračoval i po svém odchodu do penze, mj. ve spolupráci s Českou akademií věd a umění a spolku Svatobor. Svá poslední léta strávil v okolí Milevska.
Čeněk Holas zemřel 8. února 1939 v Písku. Pohřben byl na zdejším Lesním hřbitově.

## Dílo

### Etnografické spisy
- České národní písně (1902)
- České národní písně a tance (šest dílů, 1908-1909)

### Poezie
- Žaloby (1924)